# Устюжанинов, Дмитрий Юрьевич
Дми́трий Ю́рьевич Устюжа́нинов (р. 7 февраля 1962, Нижний Тагил, Свердловская область) — советский футболист, защитник.

## Биография
Начинал карьеру в Уралец из Нижнего Тагила. С 1984 выступал за «Уралмаш».
В начале 90-х вместе с Олегом Веретенниковым, Игорем Ханкеевым, Владимиром Блужиным и Владимиром Федотовым составлял костяк свердловского клуба. Устюжанинов принял участие в гостевом матче с «Зенитом», поражение в котором перечеркнуло шансы «Уралмаша» на выход в высшую лигу.
Тем не менее, после распада чемпионата СССР уральская команда оказалась в элитном обществе российского футбола. В 1992 году Устюжанинов дебютировал в высшей лиге. Но в середине сезона был отчислен из клуба главным тренером Николаем Агафоновым. Не вернул его в команду и Виктор Шишкин, хотя они с Дмитрием были приятелями.

## Статистика
| Сезон | Клуб     | Матчи | Голы |
| ----- | -------- | ----- | ---- |
| 1980  | Уралец   | ?     | ?    |
| 1981  | Уралец   | ?     | ?    |
| 1982  | Уралец   | ?     | ?    |
| 1983  | Уралец   | 10    | 0    |
| 1984  | Уралмаш  | 29    | 1    |
| 1985  | Уралмаш  | 24    | 1    |
| 1986  | Уралмаш  | 32    | 2    |
| 1987  | Уралмаш  | 32    | 0    |
| 1988  | Уралмаш  | 30    | 0    |
| 1989  | Уралмаш  | 42    | 0    |
| 1990  | Галичина | 12    | 0    |
| 1990  | Уралмаш  | 29    | 0    |
| 1991  | Уралмаш  | 39    | 1    |
| 1992  | Уралмаш  | 15    | 0    |